# Doxofillina
La doxofillina è una molecola dotata di azione broncodilatatrice, derivata della teofillina, dalla quale differisce per contenere un gruppo dioxalano nella posizione 7. In studi su animali ed esseri umani doxofillina ha mostrato un'efficacia sovrapponibile a quella di teofillina, ma un miglior profilo di tollerabilità, con un numero significativamente inferiore di effetti collaterali..

In Italia il farmaco è venduto dalla società ABC farmaceutici S.p.A. con il nome commerciale di Ansimar nella forma farmaceutica di compresse contenenti 400 mg, bustine pediatriche da 200 mg, sciroppo al 2% di principio attivo e di fiale da 100 mg/10 ml.

## Farmacodinamica
Agisce principalmente come miorilassante della muscolatura liscia del tratto respiratorio e come broncodilatatore. 
Per doxofillina è stato ipotizzato come meccanismo d'azione un'inibizione della fosfodiesterasi, enzima che degrada l'AMP ciclico. Tuttavia la molecola, a differenza della teofillina, sarebbe dotata di una ridotta affinità per i recettori A1 e A2  dell'adenosina, la qual cosa spiegherebbe il suo migliore profilo di sicurezza ed il più basso numero di eventi avversi cardiovascolari-

A concentrazioni elevate la molecola sembra poter inibire il rilascio di istamina da parte delle cellule.

## Farmacocinetica
Dopo somministrazione per via orale doxofillina è ben assorbita dal tratto gastroenterico. La biodisponibilità del farmaco è pari al 62%. La concentrazione plasmatica massima (Cmax) viene raggiunta dopo circa 60 minuti (Tmax) dall'assunzione. Il legame con le proteine plasmatiche si aggira intorno al 48%.
La molecola subisce un metabolismo pressoché completo a livello della ghiandola epatica.  L'eliminazione dall'organismo avviene prevalentemente attraverso l'emuntorio renale e solo il 4% circa viene escreto come molecola immodificata. L'emivita media dopo somministrazione endovenosa risulta di circa 65 minuti. Con somministrazioni orali ripetute il farmaco raggiunge lo steady state dopo 4 giorni e la sua emivita di eliminazione risulta di 8-10 ore.

## Tossicologia
Studi sperimentali eseguito nel topo hanno messo in evidenza valori della DL50 pari a 841 mg/kg peso corporeo, quando assunta per os, e di 215 mg/kg per via endovenosa. Nel ratto la DL50 riscontrata è stata di 1022 mg/kg, per os, e di 445 mg/kg per via intraperitoneale.

## Usi clinici
La doxofillina trova impiego nell'asma bronchiale e nelle malattie respiratorie con componente broncospastica (ad esempio bronchite cronica o enfisema), e nell'insufficienza respiratoria.

## Effetti collaterali e indesiderati
In seguito a somministrazione di dosaggi elevati i pazienti possono accusare disturbi gastrointestinali (dispepsia, nausea, vomito, dolore addominale epigastrico, diarrea), disturbi nervosi (cefalea, agitazione psicomotoria, insonnia, crisi convulsive tonico-cloniche), cardiocircolatori (cardiopalmo, tachicardia, extrasistoli, ipotensione ortostatica). Infine sono stati segnalati anche altri eventi avversi quali (crampi muscolari e vampate di calore.)

## Controindicazioni
La doxofillina è controindicata nei soggetti con ipersensibilità individuale accertata al principio attivo oppure ad altri derivati xantinici o agli eccipienti contenuti nella formulazione farmaceutica.
Il farmaco è anche controindicato in caso di infarto miocardico acuto e nei soggetti ipotesi. È necessario utilizzare particolare cautela nei soggetti anziani, nei cardiopatici, nei pazienti affetti da insufficienza cardiaca congestizia, ulcera peptica, epatopatie, ipertiroidismo, insufficienza renale.

## Dosi terapeutiche
Nei soggetti adulti doxofillina viene somministrata per via orale in dosi di 400 mg (pari ad una compressa), 2-3 volte al giorno. Nelle fasi acute, allorché si necessita di una risposta più pronta, il farmaco può essere utilizzato anche per iniezione endovenosa: si somministrano 200 mg ogni 12 ore, lentamente, in un tempo di almeno 15-20 minuti. È possibile ricorrere anche alla infusione endovenosa a goccia lenta.

## Gravidanza e allattamento
Non esistono dati sicuri ed affidabili sull'utilizzo di doxofillina sufficienti per valutarne il profilo di sicurezza d'impiego in donne in stato di gravidanza. 
Studi eseguiti su animali non hanno messo in evidenza effetti negativi sullo sviluppo pre e post-natale. L'uso del farmaco in corso di gestazione richiede quindi una attenta valutazione caso per caso, valutando i benefici attesi per la madre rapportati ai potenziali rischi per il feto.
Doxofillina non deve essere somministrata a donne che allattano al seno.

## Interazioni
- Antibiotici (troleandomicina, clindamicina, eritromicina e lincomicina): la somministrazione concomitante dei citati antibiotici può aumentare i livelli plasmatici di doxofillina per un meccanismo di riduzione di clearance epatica.
- Allopurinolo, cimetidina, propranololo: la co-somministrazione con doxofillina può aumentare le concentrazioni plasmatiche di quest'ultima.
- Farmaci anticonvulsivanti (ad esempio fenitoina): la terapia di associazione con doxofillina (come con altri derivati xantinici) può aumentarne la clearance e ridurne l'emivita plasmatica.